# Spilosoma azumai
Spilosoma azumai là một loài bướm đêm thuộc phân họ Arctiinae, họ Erebidae.